# Equatorius
 Equatorius  ist eine ausgestorbene Gattung der Primaten, die während des mittleren Miozäns in Ostafrika vorkam. In Kenia, am Rande des Großen Afrikanischen Grabenbruchs in den Tugen Hills entdeckte Fossilien stammen, der 1999 publizierten Erstbeschreibung von Gattung und Typusart zufolge, aus Erdschichten, die 15,5 bis 14 Millionen Jahre alt sind. Die Abgrenzung von Equatorius gegen andere Arten ist um stritten und Gegenstand taxonomischer Erörterungen.

## Namensgebung
Die Bezeichnung der Gattung wurde abgeleitet vom Fundort Maboko Island im Victoriasee, unweit des Äquators. Das Epitheton der Typusart und bislang einzigen wissenschaftlich beschriebenen Art der Gattung, Equatorius africanus, ist abgeleitet von lateinisch africanus (= „afrikanisch“) und verweist auf den Herkunftskontinent. Equatorius africanus bedeutet somit sinngemäß „Tier vom afrikanischen Äquator“.

## Erstbeschreibung
Als Holotypus der Gattung wurde in der Erstbeschreibung durch Steve Ward et al. das Fragment eines Oberkiefers mit dem erhaltenen Vorderbackenzahn P3, dem benachbarten großen Backenzahn M1 und einer vom Backenzahn M2 erhaltenen Zahnwurzel ausgewiesen (Sammlungsnummer BMNH M 16649).
Auslöser für die Beschreibung der Gattung Equatorius war laut Erstbeschreibung der Fund des teilweise erhaltenen Skeletts eines vermutlich männlichen Individuums (Sammlungsnummer KNM-TH 28860), dem ein Alter von 15,58 bis 15,36 Millionen Jahren zugeschrieben wurde. Es stammt von der Fundstelle BPRP 122 bei Kipsaramon, Baringo District, im nordwestlichen Kammgebiet der Tugen Hills. Geborgen wurden von diesem Fossil unter anderem der fast vollständig erhaltene, teilweise bezahnte Unterkiefer, mehrere Schneidezähne des Oberkiefers, Fragmente des Schulterblatts, des Brustbeins und mehrerer Rippen, Fragmente beider Oberarmknochen, beider Speichen und Ellen, diverse Knochen der Hände sowie ein vollständig erhaltener Rückenwirbel.
Equatorius africanus gilt der Erstbeschreibung zufolge im Vergleich zu Kenyapithecus wickeri hinsichtlich diverser Merkmale als ursprünglicher; herausgestellt werden ferner anatomische Merkmale, die Equatorius mit Proconsul und Afropithecus teile. Allerdings sei Equatorius bereits stärker an eine terrestrische Lebensweise angepasst gewesen als Proconsul. Aufgrund der Maße seiner Knochen wurde geschätzt, dass das Körpergewicht des Individuums KNM-TH 28860 zu Lebzeiten ungefähr 27 Kilogramm betragen habe.

## Abgrenzung gegen andere Arten
Aus der Analyse der Zähne und der Körperknochen von Equatorius wurde gefolgert, dass deren Merkmale große Ähnlichkeiten mit jenen Fossilienfunden aufweisen, die bis dahin der 1967 von Louis Leakey eingeführten Art Kenyapithecus africanus zugeordnet worden waren; jene Funde stammen gleichfalls ausschließlich aus Kenia, teils aus den Tugen Hills, teils aus dem Samburu District. Steve Ward et al. kamen 1999 demgegenüber zu dem Schluss, dass – im Lichte des von ihnen entdeckten Teilskeletts KNM-TH 28860 – so erhebliche Unterschiede zwischen den bisher als Kenyapithecus africanus bezeichneten Fossilien und denen der Typusart der Gattung Kenyapithecus, Kenyapithecus wickeri, bestehen, dass alle diese Fossilien einer eigenen Gattung – der Gattung Equatorius – zugeschrieben werden sollten. Aufgrund dieser Festlegung gehören auch jene Fossilien zu Equatorius, die in der älteren Fachliteratur als Proconsul africanus, Sivapithecus africanus, Dryopithecus sivalensis, Sivapithecus sivalensis und Griphopithecus africanus bezeichnet worden waren, da jene Funde zuvor in der Art Kenyapithecus africanus vereinigt worden waren. Ausführlich beschrieben wurde das Teilskelett KNM-TH 28860 erst Anfang 2002.
Gegen dieses Vorgehen wurde schon im Jahr 2000 unter anderem eingewandt, bei der Definition von Equatorius habe man in der Erstbeschreibung unter anderem versäumt, eine genaue Abgrenzung von Griphopithecus vorzunehmen, zu dem eine große Ähnlichkeit bestehe und dessen etablierter Gattungsname Priorität gegenüber der Einführung einer neuen Gattungsbezeichnung hätte. Zudem divergieren die Beschreibungen von einzelnen, später zu Equatorius gestellten Fossilien so erheblich, dass eine klare Abgrenzung von Kenyapithecus bislang nicht erfolgt zu sein scheint, obwohl später am gleichen Fundort in den Tugen Hills weitere Fossilien entdeckt wurden.

## Belege
1. 1 2  Steve Ward, Barbara Brown, Andrew Hill, Jay Kelley und Will Downs: Equatorius: A New Hominoid Genus from the Middle Miocene of Kenya. In: Science. Band 285, Nr. 5432, 1999, S. 1382–1386, doi:10.1126/science.285.5432.1382
2. ↑  B. A. Patel et al.: Terrestrial adaptations in the hands of Equatorius africanus revisited. In: Journal of Human Evolution. Band 57, Nr. 6, 2009, S. 763–772, doi:10.1016/j.jhevol.2009.08.005
3. ↑  L. S. B. Leakey: An Early Miocene Member of Hominidae. In: Nature. Band 213, 1967, S. 155–163, doi:10.1038/213155a0
4. ↑  Richard J. Sherwood et al.: Preliminary description of the Equatorius africanusnext term partial skeleton (KNM-TH 28860) from Kipsaramon, Tugen Hills, Baringo District, Kenya. In: Journal of Human Evolution. Band 42, Nr. 1–2, 2002, S. 63–73, doi:10.1006/jhev.2001.0502
5. ↑  David R. Begun: Middle Miocene Hominoid Origins. In: Science. Band 287, Nr. 5462, 2000, S. 2375, doi:10.1126/science.287.5462.2375a
6. ↑  Carol V. Ward: Postcranial and locomotor adaptations of Hominoids. In: Winfried Henke, Ian Tattersall (Hrsg.): Handbook of Paleoanthropology. Springer Verlag, Berlin 2007, S. 1020, ISBN 978-3-540-32474-4
7. ↑  Jay Kelley et al.: Dental remains of Equatorius africanus from Kipsaramon, Tugen Hills, Baringo District, Kenya. In: Journal of Human Evolution. Band 42, Nr. 1–2, 2002, S. 39–62, doi:10.1006/jhev.2001.0504.